# Paysage sonore

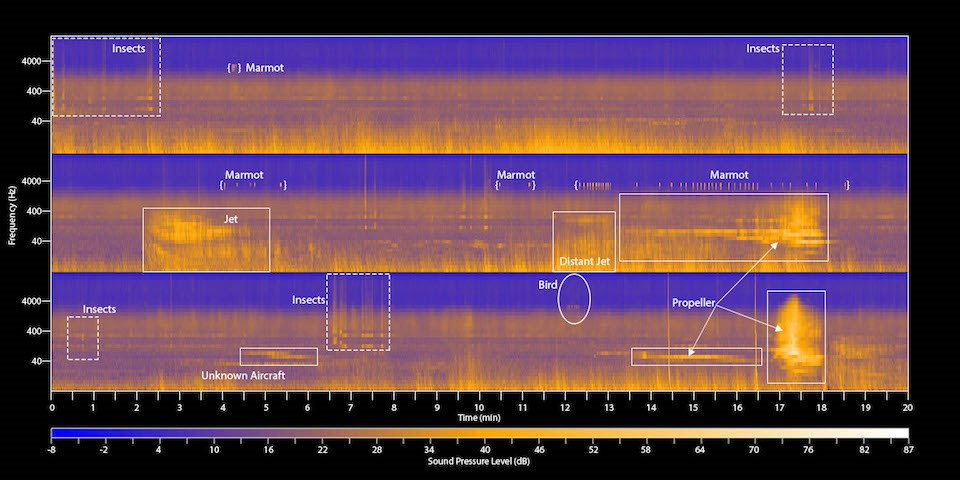
Spectogramme représentant le paysage sonore du mont Rainier.

Un paysage sonore est une combinaison de sons qui se forme ou qui apparaît dans un environnement immersif. La notion de paysage sonore renvoie aussi bien à un environnement sonore naturel, composé de sons tels que des bruits d’animaux ou ceux du vent et de la pluie par exemple, qu’à ceux créés par l’homme à travers la création musicale, la conception sonore et des activités de la vie quotidienne comme une conversation, la réalisation d’un ouvrage ou l’utilisation d’engins mécaniques industriels.
Le paysage sonore est à distinguer de la pollution sonore, qui désigne des perturbations non voulues d'un environnement sonore. Un paysage sonore peut volontairement inclure une telle pollution.
De plus, il est possible d’influer sur le paysage sonore grâce aux matériaux.
L’écologie acoustique, branche de la sensory history (histoire sensorielle) est l’étude des paysages sonores.

## Principes
Le terme « paysage sonore » (soundscape en anglais) est un néologisme inventé en 1977 par le compositeur et écologiste canadien R. Murray Schafer dans son ouvrage The Tuning of the World (The Soundscape), traduit en français en 1979 sous le titre Le Paysage sonore. Toute l'histoire de notre environnement sonore à travers les âges. Selon cet auteur, un paysage sonore est composé de trois éléments principaux :
- Les sonorités maîtresses ou toniques

En musique, le terme key désigne la fondamentale, elle n’est pas toujours perceptible par l’auditeur. C’est le son à partir duquel les autres sons seront perçus. Les sonorités toniques ne sont pas toujours conscientisées, mais elles « marquent les tempéraments des personnes qui les vivent » (Schafer). Des exemples de sonorités toniques dans la nature sont le bruit du vent, de l’eau, des forêts, des plaines, des oiseaux, des insectes et, dans les zones urbaines, le bruit de la circulation.
- Les sons à valeur signalétique ou signaux sonores

Ces sons figurent au premier plan d’un paysage sonore. On les entend consciemment. Ce sont par exemple des signaux d’avertissement tels que le bruit des cloches, des sifflets, des klaxons, des sirènes, etc.
- Les marqueurs sonores

Le terme désigne un son caractéristique d’un endroit.

Dans son livre Le paysage sonore de 1977, R.M. Schafer écrit :
« Une fois qu’un marqueur sonore a été identifié, il doit être protégé, car les marqueurs sonores forment l’identité acoustique d'une communauté ».
Pauline Oliveros, compositrice de musique électronique d’après guerre, définit le paysage sonore comme étant « toutes les ondes que les mécanismes de l’oreille transmettent à notre cortex auditif ».
Les hydrophones contribuent à la surveillance par acoustique passive (PAM en anglais, Passive Acoustic Monitoring). Cette technique hydroacoustique permet l'étude du paysage acoustique sous-marin avec ses trois principales composantes, la géophonie (en) (sons terrestres naturels : vagues, vent, séismes, craquements d'iceberg), la biophonie (en) (sons naturels d'origine biologique : chant des baleines, bruits émis par les poissons, les crustacés) et l'anthropophonie (en) (bruits non naturels émis par l'homme dans le milieu marin : trafic maritime, prospection pétrolière, travaux portuaires).

## Musique
L'expression « paysage sonore » peut également renvoyer à un enregistrement audio ou à une performance sonore destinés à restituer ou donner la sensation de se trouver dans un environnement sonore particulier, par exemple des compositions musicales élaborées à partir de sons extraits d’un environnement réel avec ou sans interprétation musicale,.
Les créations musicales faites à partir de paysages sonores sont souvent classées dans les catégories de musiques électroniques ou de musiques électroacoustiques. Barry Truax (en), pionnier de la synthèse granulaire en temps réel et Luc Ferrari, auteur de « Presque rien, numéro 1 » en 1970, font partie des compositeurs qui manipulent des paysages sonores,. Au Japon, les paysages sonores influencent la création de la musique environnementale (kankyō ongaku), développée notamment par Hiroshi Yoshimura.
Certains logiciels de son, comme TAPESTREA, permettent de construire des compositions ou des nouveaux paysages sonores en combinant les éléments de différents enregistrements,.
Les musiques centrées autour du timbre, comme le chant diphonique des Touvains, sont fréquemment inspirées de paysages sonores. Le timbre d’un paysage sonore s'interprète de la même manière qu'un timbre musical (voir Timbral listening (en)). Ce timbre est imité et représenté avec la voix, ou avec des instruments de musique riches en harmoniques.

## Santé
Le projet « seeing with sound » a pour ambition de proposer aux non-voyants une vision artificielle grâce à un système d’écholocation fonctionnant au moyen d’un dispositif acoustique relié à une caméra.

## Pollution sonore
Les débats autour du thème de la pollution sonore s’inspirent de plus en plus de l’approche holistique de l’écologie acoustique pour élaborer des stratégies de gestion du bruit. À la différence de l’acoustique, qui se base sur des analyses en laboratoire et sur les caractéristiques acoustiques propres à chaque véhicule et autres éléments susceptibles d’être à l’origine de pollution sonore, l’étude en termes de paysage sonore permet de partir des grandes lignes pour ensuite s’intéresser aux détails. Dans la lignée de John Cage qui concevait le monde comme une vaste composition, les chercheurs en environnement sonore s’intéressent plus aux interactions entre les individus et les paysages sonores dans leur ensemble qu’à des cas isolés ; ils réfléchissent à comment faire évoluer un environnement de façon globale pour qu’il soit agréable à écouter.
Aménager les espaces verts avec pour objectif de favoriser l’accès à des lieux tranquilles et naturels dans les zones urbaines pourrait par exemple améliorer le bien-être psychologique des personnes qui y vivent.

## Impact des matériaux
Le paysage sonore d’un environnement dépend du milieu qui l’entoure et les matériaux le constituant jouent un rôle majeur dans son ambiance sonore. D’après les mots de Cécile Regnault, architecte enseignant à l’École Nationale Supérieure d’Architecture de Lyon : « Le son de la ville est d’abord celui de ses matérialités, de ses murs, de ses sols. C’est de là que va découler la personnalité sonore d’un lieu. »
En rencontrant un matériau, une onde incidente va se décomposer en trois ondes : une onde réfléchie (d’autant plus importante que le matériau est imperméable aux ondes), une onde transmise et une onde absorbée ( qui dépend de la tortuosité et de la taille des pores à l’intérieur du matériau). Les places contemporaines sont essentiellement construites avec des matériaux lisses comme le béton ou le granite qui vont favoriser la réflexion du bruit contre les façades et le sol et l'amplifier. C’est notamment le cas de la Place de la République à Paris où le paysage sonore est fortement pollué par les bruits amplifiés de la métropole.
Dans l’optique d’améliorer le confort acoustique des paysages sonores urbains, les chercheurs se tournent vers de nouveaux matériaux. Pour limiter l’impact environnemental des constructions, les constructeurs s’orientent vers des matériaux biosourcés ou géosourcés. Les performances acoustiques de tels matériaux sont testées en laboratoire comme dans ceux de l’ENTPE. Le principe consiste à allier des composés végétaux et un liant terreux comme de la chanvre ou de la terre cuite. Ce nouvel alliage riche en alvéol d’air va améliorer l'absorption sonore du matériau et les fibres végétales vont favoriser la dispersion des ondes dans le matériaux.  
Ainsi, de plus en plus de murs sont construits en superposant du pisé, un matériau géosourcé composé de terre compactée, et de la laine de chanvre. C’est notamment le cas de l’Orangerie Lyon Confluence. Et les matériaux étudiés sont utilisés en aménagement pour diminuer la pollution sonore. Ces principes ont été appliqués par Didier Blanchard dans son projet d’aménagement du Parc des Alisiers à Antony en Hauts-de-Seine pour couper le tumulte de la circulation de l’A86 grâce à un mur en pouzzolane, une pierre volcanique aux propriétés absorbantes.

## Enjeux

### Enjeux Environnementaux
En sciences de l'environnement, le paysage sonore peut être divisé en différentes catégories pour parler de sonorités de différentes natures, soit l’« anthropophonie », la « biophonie » et la « géophonie ». Il devient un outil extrêmement puissant pour étudier l'évolution de l'état sonore d'un habitat naturel sur le long terme. Les paysages sonores naturels sont menacés par la pollution sonore due aux activités humaines (transports, industries). L’utilisation de matériaux de construction est donc réglementée au niveau de leur capacité acoustique. Étudier les sons naturels permet de surveiller la biodiversité et d’évaluer les impacts du changement climatique. Ces paysages influencent directement notre perception de l’environnement et notre qualité de vie.

### Enjeux de Santé
Les bruits indésirables affectent le bien-être humain, tandis que les environnements sonores apaisants peuvent réduire le stress et l'anxiété. La qualité de l’environnement sonore est cruciale pour la santé mentale et physique,,. Dans les villes, l'aménagement urbain des quartiers plus aisés est conçu de manière à réduire la pollution sonore, alors que ces efforts ne sont pas répétés pour des quartiers plus pauvres qui sont alors plus bruyants, ayant un impact négatif sur la santé des habitants. Ces inégalités de paysage sonore correspondent à une forme d'inégalité sociale.  

### Enjeux Culturels
Le paysage sonore inspire l’urbanisme, l’architecture et l’art. Sa patrimonialisation est essentielle pour protéger des sons emblématiques menacés par l’évolution technologique et préserver l’identité acoustique des communautés.
Lien avec les recherches scientifiques
Les recherches sur les propriétés acoustiques des matériaux permettent d'envisager des modifications significatives du paysage sonore. En analysant et en optimisant la capacité des matériaux à absorber, diffuser ou réfléchir, les sons, les chercheurs cherchent à concevoir des environnements sonores plus agréables et harmonieux. Ces travaux ouvrent la voie à des applications variées, allant de l'urbanisme à l'architecture, pour améliorer la qualité sonore des espaces publics et privés.

## Critique
La chercheuse Marie Thompson remet en cause le « moralisme esthétique » inhérent à la définition schaferienne du paysage sonore. Comme le résume Antoine Hennion, à propos de R. Murray Schafer : « Spontanément, on a l'impression qu'il cumule les deux inconvénients : une définition humaine du producteur d'art, et une version scientiste de la nature à laquelle on tend un micro. Manifestement, tendre un micro à la nature n'est pas exactement prendre la mesure sensible de notre vie avec des plantes, des animaux… »